# Кожуховский, Роман Степанович
Рома́н Степа́нович Кожуховский (укр. Роман Степанович Кожуховський; род. 24 января 1979, Винница) — украинский футболист, выступавший на позиции полузащитника, с 1 января 2025 года главный тренер «Нарва Транс».

## Карьера

### В качестве игрока
Заниматься футболом начал с шестилетнего возраста в ДЮСШ города Армянска, первым тренером был Козлов Сергей Валентинович. Затем он играл за дубль «Титан» из города Армянск, а после переезда в Феодосию начал выступать за местные клубы «Политехник» и «Кафа». В 2006 и 2011 годах играл за «Авангард (Джанкой)». В 2016 году был играющим тренером в эстонском клубе «Локомотив» из Йыхви, за который провел десять игр и забил три гола. С сентября 2018 года играл за команду «Силламяэ», провел всего 6 игр.
С 2016 до января 2018 года играл в футзал в высшей лиге Эстонии за команду «Дина» из Силламяэ, с 2017 года команда стала называться «Смсраха».

### В качестве тренера
Свою тренерскую карьеру начал в 2004 году в Феодосийском городском физкультурно-спортивном обществе «Динамо» имени Андрея Несмачного. В 2008 году занимал должность помощника главного тренера футбольного клуба «Авангард» (Джанкой), а с 2009 по 2010 год стал главным тренером команды. В 2011 году получил лицензию «С» тренера Федерации Футбола Украины, а в феврале 2013 года «В» — диплом УЕФА. В 2014 году прошёл обучение в Центре лицензирования Федерации футбола Украины по программе «А» — диплом УЕФА и получил соответствующую лицензию. С 2015 года начал обучаться по программе «ПРО» — диплом УЕФА, а в феврале 2017 года успешно защитился и получил соответствующую лицензию. Также Роман Кожуховский имеет среднее образование училища Олимпийского резерва в городе Симферополь и высшее образование по специальности «Экономика предпринимательства», которое получил в Восточноевропейском университете экономики и менеджмента (Украина).
C 2014 по июнь 2015 года возглавлял дубль футбольного клуба «Калев» из Силламяэ. Летом этого же года Роман возглавил эстонский «Локомотив», который выступал во второй лиге, в июле 2016 года покинул пост главного тренера и перешёл работать помощником тренера в словенском клубе высшей лиги «Копер», в котором проработал до конца сентября. С июля 2015 по июнь 2016 года работал тренером в йыхвиской футбольной школе. В конце октября стало известно, что Роман может вернуться в декабре в эстонский «Локомотив», а в ноябре появилась новость об частичном объединении двух клубов Ида-Вирумаа — «Ярве» из Кохтла-Ярве и «Локомотива» из Йыхви. А главным тренером «Ярве» стал Роман Кожуховский. В апреле 2017 года был признан лучшим тренером марта Первой лиги Б. 22 июля стало известно, что Роман покинул футбольный клуб «Ярве».
В январе 2018 года стал помощником тренера украинского клуба «Черноморец». 1 июня сам подал в отставку с поста помощника тренера, так как команда не выполнила поставленную задачу на прошедший сезон и не сохранила прописку в высшей лиге Украины. 8 июня официально стал помощником тренера украинского клуба высшей лиги «Карпаты». В октябре 2018 года возглавил дубль и тогда же стал помощником главного тренера эстонского клуба «Нымме Калью». 25 апреля 2019 года был назначен исполняющим обязанности главного тренера «Нымме Калью», а 14 июня утвержден официально в этой должности. В июне был признан лучшим тренером высшей лиги за май. 28 ноября этого же года стало известно, что контракт с «Нымме Калью» не был продлен и Кожуховский покинул пост главного тренера.
16 декабря 2019 года стало известно, что Роман Кожуховский возглавил эстонский клуб «Курессаре». Сезон 2020 года команда закончила на 9 месте и в переходных играх сохранила прописку в высшей лиге.
5 февраля 2021 года стало известно, что Роман Кожуховский возглавил сборную Эстонии U21 и контракт рассчитан до конца 2022 года. В это же время он остался тренером футбольного клуба «Курессаре». В октябре был признан лучшим тренером высшей лиги в сентябре 2021 года.
7 сентября 2022 года стало известно, что по обоюдному согласию сторон Роман покинул пост главного тренера сборной Эстонии U21, а его место занял Сандер Пост. В сентябре был признан лучшим тренером высшей лиги за август.
В конце сезона 2024 года покинул пост главного тренера «Курессааре».
С 1 января 2025 года возглавил эстонский клуб «Нарва Транс». По итогам мая стал лучшим тренером месяца.

## Достижения тренера

### В Эстонии
- Финалист Кубка Эстонии (1): 2018/19
- Бронзовый призёр чемпионата Эстонии (1): 2019